# Дивљи кестен (музичка група)
Дивљи кестен је била српска поп група из Београда. Била је популарна 1990-их година, а предводио ју је певач Игор Старовић. Објавила је пет студијских албума, један албум уживо и једну компилацију. Неке од најпознатијих песама су: Кристина, Наташа, Сузе кријем, саме теку, Зоране, Рођендан, Ни сунца, ни кише...

## Чланови
- Игор Старовић — вокал (преминуо 2022)[3]
- Вања Пилиповић — клавијатуре (1993 - 1998)
- Радомир Марић Раде[а] — бас-гитара
- Срђан Симић Камба — гитара
- Бобан Филиповић — клавијатуре

## Дискографија

### Студијски албуми
- Дивљи кестен (1993)
- Дивљи у срцу (1995)
- Луди од љубави (1996)
- Ни сунца, ни кише (1998)
- Очи у очи (2000)

### Албуми уживо
- Ноћ са Кестеном — уживо, поп-фолк журка (2001)

### Компилације
- Игор Старовић и Дивљи кестен — Заувек (2013)

## Учешћа на фестивалима
- 1994 — МЕСАМ, с песмом Наташа, освојено друго место
- 1996 — МЕСАМ, с песмом Проклето ти било[5]
- 1997 — Пјесма Медитерана, с песмом Само једну сам волео[6]
- 2000 — Сунчане скале, с песмом Нек ти кажу кише[7]
- 2001 — Подгорица 2001, с песмом Лажем, освојено треће место[8]